# Spy Booth
Spy Booth era un murale andato distrutto dello street artist Banksy che si trovava a Cheltenham, in Inghilterra.

## Storia
Nel 2014 Robin Barton e Bankrobber London hanno cercato di aiutare a preservare l'opera d'arte provando di evitarne la rimozione e la vendita. Nonostante l'opera d'arte fosse stata dipinta su un edificio di interesse storico culturale e il consiglio ne avesse impedito la rimozione e offerto una certa protezione, l'opera d'arte è stata rimossa o distrutta nell'agosto 2016.

## Interpretazioni
L'opera è vista come una critica alle divulgazioni sulla sorveglianza di massa del 2013.

## Influenza culturale
Il GCHQ, una agenzia governativa britannica, ha utilizzato l'immagine sul proprio sito web all'interno della pagina "Cosa facciamo".